# Elizabeth Cabot Agassiz
Elizabeth Cabot Agassiz, nascuda com a Elizabeth Cabot Cary, (Boston, Massachusetts, 5 de desembre de 1822 - Arlington, Massachusetts, 27 de juny de 1907), fou una educadora i naturalista nord-americana. Fou la primera presidenta del Radcliffe College, Cambridge, (Massachusetts)

## Biografia
Elizabeth, la segona de set fills, anomenada "Lizzie" pels seus amics i família més propers, va créixer en una culta família americana defensora d'una educació igualitària per a tots dos sexes. Tot i que no va rebre cap formació reglada, perquè a causa de la seva delicada salut mai va assistir a l'escola, va tenir al seu costat una institutriu que li va proporcionar una acurada instrucció. L'abril del 1850 es va casar amb el distingit naturalista suís Louis Agassiz, amb el treball del qual va col·laborar influint en la seva carrera professional. Va ajudar a organitzar i conduir diverses de les expedicions del seu espòs, com l'"Expedició Thayer" a Brasil els anys 1865-66 i l'"Expedició Hassler", a través de l'Estret de Magallanes, 1871-72, i junts van fundar un laboratori marí a Buzzards Bay, Massachusetts, l'Escola d'Història Natural d'Anderson. El primer treball publicat per Elizabeth Agassiz fou First Lesson in Natural History, el 1859. Després el seguiren Estudis marítims d'història natural (1865, amb el seu fillastre Alexander Agassiz) i Un viatge a Brasil (1867, amb el seu marit).
De 1855 a 1863 a la seva casa de Cambridge, Elizabeth Agassiz va instituir una escola per a noies, que, a més de proporcionar un suplement necessari als ingressos familiars, va ser un esforç pioner en l'educació de les dones. Durant alguns anys, després de la mort del seu marit el 1873, es va dedicar a la cura dels seus nets i a la redacció d'una memòria del seu marit. El llibre va ser publicat com Louis Agassiz: La seva vida i la correspondència (1885).

### La creació delRadcliffe College
Des que va morir el seu marit, Agassiz s'havia interessat en la idea d'un col·legi per a dones tutoritzat pel professorat de la Universitat Harvard, obrint d'aquesta manera l'accés de dones als recursos educatius, fins a aquell moment reservats exclusivament als homes. El 1879 va ajudar a obrir l'"Annex Harvard" a Cambridge i en va ser nomenada presidenta. El 1894, el col·legi va ser nomenat Radcliffe College en honor d'Ann Radcliffe, fundadora de la primera beca de Harvard (1643), i va estar formalment vinculat a la Universitat Harvard. Agassiz va romandre com a presidenta del col·legi fins a 1899, quan va renunciar als seus deures formals.